# Équipe de France de rugby à XV en 1968
L'équipe de France de rugby à XV, en 1968, remporte ses quatre matchs lors du tournoi des Cinq Nations et ainsi son premier Grand Chelem.
En mai, elle rencontre la Tchécoslovaquie, puis trois fois les All Blacks lors d'une tournée en Nouvelle-Zélande et Australie où elle affronte également les Wallabies et un test face à la Roumanie.
En fin d'année, elle rencontre deux fois l'Afrique du Sud en France puis termine son année par un match face à la Roumanie.

## Tableau des matchs
| Date              | Lieu         | Adversaire       | Score   | Type              | l'Équipe |
| 13 janvier 1968   | Murrayfield  | Écosse           | V 6-8   | Tournoi 5 Nations | Claude Lacaze - Bernard Duprat, Jo Maso, Jean Trillo, André Campaes - (o) Guy Camberabero, (m) Lilian Camberabero - Christian Carrère (cap) , Walter Spanghero, Jean-Joseph Rupert - Benoît Dauga, Élie Cester - Arnaldo Gruarin, Jean-Michel Cabanier, André Abadie - 2 Essais (Duprat, Campaes) - 1 Transformation (Camberabero) -                                                                     |
| 27 janvier 1968   | Colombes     | Irlande          | V 16-6  | Tournoi 5 nations | Pierre Villepreux - Bernard Duprat, Jean Trillo, Jean-Pierre Lux, André Campaes - (o) Jean Gachassin, (m) Jean-Henri Mir - Christian Carrère (cap) , Walter Spanghero, Jean Salut - Benoît Dauga, Élie Cester - Arnaldo Gruarin, Jean-Michel Cabanier, André Abadie - 2 Essais (Campaes, Dauga) - 2 Transformations (Villepreux) - 1 Pénalité (Villepreux) - 1 Drop (Gachassin) -                        |
| 24 février 1968   | Colombes     | Angleterre       | V 14-9  | Tournoi 5 Nations | Claude Lacaze - Jean-Marie Bonal, Jean Gachassin, Jean-Pierre Lux, André Campaes - (o) Guy Camberabero, (m) Lilian Camberabero - Christian Carrère (cap) , Walter Spanghero, Jean Salut - Alain Plantefol, Élie Cester - Jean-Claude Noble, Michel Yachvili, Michel Lasserre - 1 Essai (Gachassin) - 1 Transformation (G. Camberabero) - 1 Pénalité (G. Camberabero) - 2 Drop (Lacaze, L. Camberabero)   |
| 23 mars 1968      | Cardiff      | Galles           | V 9-14  | Tournoi 5 nations | Claude Lacaze - Jean-Marie Bonal, Claude Dourthe, Jo Maso, André Campaes - (o) Guy Camberabero, (m) Lilian Camberabero - Christian Carrère (cap) , Michel Greffe, Walter Spanghero - Alain Plantefol, Élie Cester - Jean-Claude Noble, Michel Yachvili, Michel Lasserre - 2 Essais (L. Camberabero, Carrère) - 1 Transformation (G. Camberabero) - 1 Pénalité (G. Camberabero) - 1 Drop (G. Camberabero) |
| 5 mai 1968        | Prague       | Tchécoslovaquie  | V 6-19  | Test Match        | Pierre Villepreux - Jean-Marie Bonal, Jean-Pierre Lux, Jo Maso, André Campaes - (o) Claude Lacaze, (m) Marcel Puget - Christian Carrère (cap) , Michel Greffe, Jean Salut - Élie Cester, Alain Plantefol - Jean-Claude Noble, Michel Yachvili, Michel Lasserre - 5 Essais (Lux -2 - , Villepreux, Plantefol, Carrère) - 2 Transformations (Villepreux)                                                   |
| 13 juillet 1968   | Christchurch | Nouvelle-Zélande | D 12-9  | Test Match        | Pierre Villepreux - André Piazza, Jean Trillo, Jo Maso, André Campaes - (o) Claude Lacaze (cap) , (m) Marcel Puget - Jean Salut, Walter Spanghero, Michel Greffe - Benoît Dauga, Élie Cester - Jean-Michel Esponda, Jean-Paul Baux, Jean Iraçabal - 2 Pénalités (Villepreux) - 1 Drop (Lacaze) - |
| 27 juillet 1968   | Wellington   | Nouvelle-Zélande | D 9-3   | Test Match        | Pierre Villepreux - Jean-Marie Bonal, Jean Trillo, Jo Maso, André Campaes - (o) Christian Boujet, (m) Marcel Puget (cap) - Michel Greffe, Walter Spanghero, Bernard Dutin - Benoît Dauga, Alain Plantefol - Jean-Michel Esponda, Jean-Paul Baux, Jean Iraçabal - 1 Pénalité (Villepreux) - |
| 10 août 1968      | Auckland     | Nouvelle-Zélande | D 19-12 | Test Match        | Pierre Villepreux - Jean-Marie Bonal, Claude Dourthe, Jean Trillo, Jean-Pierre Lux - (o) Jo Maso, (m) Jean-Louis Bérot - Christian Carrère (cap) , Walter Spanghero, Michel Billière - Benoît Dauga, Élie Cester - Jean-Claude Noble, Michel Yachvili, Michel Lasserre - 3 Essais (Trillo, Lux, Carrère) - 1 Drop (Dourthe) -                                                                            |
| 17 août 1968      | Sydney       | Australie        | D 11-10 | Test Match        | Pierre Villepreux (Christian Boujet) - André Piazza, Jean Trillo, Jean-Pierre Lux, André Campaes - (o) Jo Maso, (m) Jean-Louis Bérot - Christian Carrère (cap) , Walter Spanghero, Bernard Dutin - Benoît Dauga, Élie Cester - Jean-Claude Noble, Michel Yachvili, Michel Lasserre - 2 Essais (Spanghero, Boujet) - 2 Transformations (Villepreux, Boujet) -                                             |
| 9 novembre 1968   | Bordeaux     | Afrique du Sud   | D 9-12  | Test Match        | Henri Magois - Pierre Besson, Claude Dourthe, Jean-Pierre Lux, Jean-Marie Bonal - (o) Christian Boujet, (m) Marcel Puget (cap) - Claude Chenevay, Walter Spanghero, Michel Greffe - Benoît Dauga, Élie Cester - Jean Iraçabal, Jean-Paul Baux, Michel Lasserre - 3 Essais (Dauga -2-, Bonal) - |
| 16 novembre 1968  | Colombes     | Afrique du Sud   | D 11-16 | Test Match        | Henri Magois - Jean-Pierre Lux, Claude Dourthe, André Ruiz, Jean-Marie Bonal - (o) Lucien Pariès, (m) Marcel Puget (cap) - Bernard Dutin , Walter Spanghero, Dominique Bontemps - Benoît Dauga, Élie Cester - Jean-Michel Esponda, Jean-Paul Baux, Michel Lasserre - 1 Essai (Cester) - 1 Transformation (Pariès) - 2 Drops (Pariès, Puget) -                                                            |
| 1er décembre 1968 | Bucarest     | Roumanie         | D 15-14 | Test Match        | Henri Magois - Jean-Marie Bonal, Jo Maso, André Ruiz, Jean Sillières - (o) Lucien Pariès, (m) Marcel Puget - Christian Carrère (cap) , Walter Spanghero, Bernard Dutin - Benoît Dauga, Élie Cester - Jean-Michel Esponda, Michel Yachvili, Jean-Claude Noble - 1 Essai (Magois) - 1 Transformation (Pariès) - 3 Pénalités (Pariès) -                                                                     |

Les 3 matchs en Nouvelle Zélande sont marqués par la générosité des arbitres locaux à l'égard de leurs compatriotes.
Au deuxième test à Wellington, Pierre Villepreux réussit une pénalité de 65 mètres sous les acclamations de la foule.